# 佩德雷格尔
佩德雷格尔，是西班牙巴伦西亚自治区阿利坎特省的一个市镇。总面积30km2，总人口5945人（2001年），人口密度198人/km2。